# Pop! Remixed
Pop! Remixed è un EP di remix del gruppo musicale britannico Erasure, pubblicato nel 2009.

## Tracce
1. Always 2009
2. Victim of Love (Komputer Remix)
3. Freedom (Mark Pichicotti - Strumapella Mix)
4. Drama! (Andy Bell & JC Remix)
5. A Little Respect (Avantara Remix)
6. Fingers & Thumbs (Cold Summer's Day) (Sound Factory Remix)
7. Ship of Fools (Soil In The Synth Remix)
8. Always (MHC Remix)
9. Chorus (Electronic Periodic Remix)
10. Stop! (Vince Clark Sync 82 Remix)
11. Drama! (Dogmatix Dramatical Dub) (bonus track)